# Fallhaus (Windsbach)
Fallhaus ist ein Wohnplatz der Stadt Windsbach im Landkreis Ansbach (Mittelfranken, Bayern).

## Geografie
Fallhaus liegt in einem südwestlichen Ausläufer des heutigen Stadtgebietes, an der Mitteleschenbacher Straße zwischen Kellerberg und Galgenberg. Südlich davon entspringt der Seeleingraben, ein rechter Zufluss der Fränkischen Rezat.

## Geschichte
Fallhaus wurde bereits im 12. Jahrhundert in zwei Urkunden als „Fellaren“ und „Floskaren“ erwähnt. Das Fallhaus diente als Abdeckerei, in der das verstorbene (gefallene) Vieh verwertet wurde.
Gegen Ende des 18. Jahrhunderts gehörte Fallhaus zu Windsbach. Es hatte das brandenburg-ansbachische Kastenamt Windsbach als Grundherrn. Unter der preußischen Verwaltung (1792–1806) des Fürstentums Ansbach erhielt das Fallhaus bei der Vergabe der Hausnummern die Nr. 152a der Stadt Windsbach.
Im Rahmen des Gemeindeedikts wurde Fallhaus dem 1808 gebildeten Steuerdistrikt Windsbach und der 1810 gegründeten Munizipalgemeinde Windsbach zugeordnet. Nach 1888 wurde der Ort in den amtlichen Verzeichnissen nicht mehr aufgelistet.

### Einwohnerentwicklung
| Jahr      | 001831 | 001836 | 001840 | 001861 | 001871 | 001885 |
| Einwohner | 6      | 10     | 9      | 6      | 5      | 8      |
| Häuser    | 1      | 2      | 1      |        |        | 1      |
| Quelle    | [ 6 ]  | [ 7 ]  | [ 8 ]  | [ 9 ]  | [ 10 ] | [ 11 ] |

## Religion
Der Ort ist seit der Reformation evangelisch-lutherisch geprägt und nach St. Margareta (Windsbach) gepfarrt. Die Einwohner römisch-katholischer Konfession sind nach St. Bonifatius (Windsbach) gepfarrt.

## Weblink
- Fallhaus in der Ortsdatenbank des bavarikon, abgerufen am 19. August 2021.